# Jean Mouton
Jean Mouton (ursprünglich Jean de Holligue; * vor 1459 in Samer (heute im Département Pas-de-Calais); † 30. Oktober 1522 in Saint-Quentin) war ein franko-flämischer Komponist, Sänger und Kleriker der Renaissance.

## Leben und Wirken
Zur Biografie von Jean Mouton gibt es nur wenige Belege. In diesen Dokumenten wird er regelmäßig „Jean de Holluigue dit Mouton“ genannt, in den musikalischen Quellen nur Mouton (oder auch Moton oder Motone). Über Moutons Jugend und Ausbildung gibt es keine Nachweise; dass er Schüler von Josquin gewesen sei, wie von Pierre de Ronsard im Vorwort zum Livre des meslanges (erschienen Paris 1560) behauptet, ist gänzlich unwahrscheinlich.
Entsprechend dem ersten gültigen Beleg wurde er im Oktober 1477 als chantre escolatre, also als Sänger und Religionslehrer, in die Kollegiatkirche Notre-Dame in Nesle bei Péronne aufgenommen; hier erhielt er am 22. Juni  1483 als inzwischen geweihter Priester einen Sitz im Kapitel. Aus dieser Datumsangabe ergibt sich das vermutete Geburtsjahr, weil für das Mindestalter einer Priesterweihe 25 Jahre galt. Irgendwann in den folgenden Jahren wechselte er an die Kollegiatkirche in Saint-Omer, wo er von 1494 bis 1495 als Sänger und Notenkopist tätig war. Für das Jahr 1500 gibt es einen Beleg, dass er maistre des effans an der Kathedrale von Amiens gewesen ist (der Beginn dieser Tätigkeit ist nicht bekannt). Am 17. September des folgenden Jahres wurde er an der Kollegiatkirche Saint-André in Grenoble angestellt, um die Kapellknaben „in organo et plano cantu“ auszubilden, mit dem ungewöhnlichen Vorrecht, sich die Schüler selbst auszusuchen (promisit bene et cum diligencia pueros quos videret magis aptos ad cantum instruere).
Aus dieser Zeit wird die Begebenheit berichtet, dass ein Sänger der Stadtkirche Notre-Dame in Grenoble mit besonders schöner Stimme zu dem Chor von Jean Mouton überlief, woraufhin zwei andere Sänger ein Noe in organo facto et notato de novo (ein neu geschriebenes Notenexemplar), welches Mouton für das Fest des Hl. Andreas (30. November) unter Verschluss hielt, entwendet haben. Die fragliche Motette ist nicht überliefert, doch stellt diese Notiz einen der frühesten Belege für Moutons Tätigkeit als Komponist dar. Ab 1. April 1502 bekam er das höhere Gehalt eines „Presbyters auf Lebenszeit“, dennoch gab er diese Stellung noch vor dem 27. Juli ohne Erlaubnis des Kapitels auf.
König Ludwig XII. von Frankreich (Regierungszeit 1498–1515) hatte mit seiner Ehefrau Anne de Bretagne vom 23.–28. Juni 1502 auf der Reise nach Genua einen Besuch in Grenoble gemacht und offenbar bei dieser Gelegenheit den Komponisten für die Hofkapelle der Königin abgeworben. Einige „Staatsmotetten“ von Jean Mouton deuten darauf hin, dass er noch vor dem Jahr 1509 in dem Dienst der Königin stand. In ihrer Hofkapelle waren mehr Komponisten versammelt als in der von König Ludwig, außer Mouton beispielsweise Antonius Divitis, Jean Richafort und Claudin de Sermisy. Königin Anne schätzte Mouton besonders und verschaffte ihm an seiner bisherigen Wirkungsstätte in Grenoble ein frei werdendes Kanonikat mit Pfründe, in welches er am 10. Mai 1510 eintrat. In dem betreffenden Dokument wird er magister capelle genannt; dieses Amt teilte er sich vielleicht mit Divitis. Spätestens seit 1509 besaß Mouton auch ein Kanonikat im Bistum Thérouanne.
Etwa um diese Zeit kam der junge Adrian Willaert zum Jura-Studium nach Paris, wechselte aber bald zur Musik und wurde Moutons Schüler. Der spätere Willaert-Schüler Gioseffo Zarlino (1517–1590) lässt Willaert von einem il mio precettore Gio. Motone sprechen. Die stilistische Linie Mouton - Willaert ist offensichtlich und stellt eine der Leitlinien dieser musikgeschichtlichen Epoche dar.
Nach dem Tod von Königin Anne 1514 wurde Mouton von der Hofkapelle von König Ludwig übernommen; dieser starb im folgenden Jahr. Belegt ist Moutons Teilnahme an den Trauerfeierlichkeiten am 15. Januar 1515. Er ging dann an die Kapelle seines Nachfolgers Franz I., wo er bis zu seinem Lebensende blieb. Auch bei seinem neuen Dienstherrn stand der Komponist nach kurzer Zeit in besonderer Gunst. Er reiste von September/Oktober bis Dezember 1515 im Gefolge des Königs nach Italien und wirkte in Bologna mit der Hofkapelle beim Treffen von König Franz mit dem musikliebenden Papst Leo X. (Amtszeit 1513–1521) mit, die hier über den Abschluss eines Konkordats verhandelten. Am 17. Dezember 1515 ernannte der Papst den französischen Hofkapellmeister Antoine de Longueval (fl. 1498–1525) und Mouton zu apostolischen Notaren, eine Geste, die auf die besondere Wertschätzung beider durch Leo X. zurückgeht.
Ein weiterer Herrscher, Herzog Alfonso I. d’Este aus Ferrara, bemühte sich ebenfalls lebhaft um Kompositionen Moutons, nachdem er ihm zuvor mehrfach begegnet war; er drängte seine Agenten in Paris wiederholt, ihm Werke Moutons zuzusenden. Aus dieser Zeit ist auch eine persönliche Charakterisierung Moutons überliefert, die ein gewisser Jean Michel seinem Dienstherrn Sigismondo d’Este am 15. November 1515 aus dem französischen Hoflager schrieb: Jean Mouton s’en a va Lorete et passera par Ferrara [...] vous le verres et luy feres bonne chère car il merite. Oultre qu’il est verteulx c’est le plus humil qu’on saroit trouver, et bon serviteur de Dieu. Tant comme je puis le vous recommande (sinngemäß etwa: „Jean Mouton hatte sich nach Loreto begeben und kommt in Ferrara vorbei. Sie werden ihn sehen und ihm viel Glück wünschen, denn er verdient es. Auch wenn er von derber Art ist, ist er doch der Demütigste, den man finden kann, und ein guter Diener Gottes. Wie ich ihn Ihnen doch nur empfehlen kann“).
Zu einem späteren, nicht genau bekannten Zeitpunkt erhielt Mouton ein bepfründetes Kanonikat an der Kollegiatkirche Saint-Quentin, vielleicht in der Nachfolge seines 1518 verstorbenen Kollegen Loyset Compère. Es ist auch anzunehmen, dass er im Jahr 1520 an dem Treffen des französischen und englischen Hofs auf dem camp du drap d’or teilgenommen hat, welches mit ebensolchem musikalischen Aufwand wie das fünf Jahre zuvor in Bologna gefeiert wurde. Als der Chronist und Musiktheoretiker Heinrich Glarean sich während seiner Studienzeit (1517–1522) in Paris aufhielt, sprach er mit Mouton und machte eine besondere Anmerkung über seine Art der Sprache; in dem Schlusskapitel seiner Schrift Dodekachordon (erschienen Basel 1547) schließt er die Würdigung Jean Moutons De Symphonetarum ingenio mit einem längeren lateinischen Text ab, in dem er ihn gleichermaßen wegen seiner gelehrten Schreibweise wie wegen seines „fließenden Gesangs“ rühmt.
Mouton starb am 30. Oktober 1522 in Saint-Quentin und wurde wie zuvor Compère in der dortigen Kollegiatkirche beigesetzt. Das Grabmal wurde später zerstört; von dessen Inschrift besteht eine Kopie aus dem 17. Jahrhundert: Ci gist Maistre Jehan de Holluigue, dit Mouton, en son vivant chantre du roy chanonine de Thérouanne et de cette église, qui trépassa le pénultième jour d’octobre MDXXII. Priez Dieu por son ame.

## Bedeutung
Jean Mouton muss an der Hofmusik beider Könige eine privilegierte Stellung gehabt haben; auch sind von ihm so viele „Staatsmotetten“ überliefert wie von keinem anderen Komponisten seiner Zeit, was auf eine offizielle oder inoffizielle Funktion als „Hofkomponist“ hindeuten kann. Er war damit ein wichtiges Glied in der Reihe der Hofsänger, die den Übergang vom „komponierenden Sänger“ zum „singenden Komponisten“ vollzogen haben.
Darüber hinaus gibt es in seiner Epoche kaum einen weiteren bedeutenden Komponisten, bei dem die Überlieferungsgeschichte seiner Werke ein so typisches und scharf umrissenes Bild bietet. Mouton war einer der Hauptmeister der Motette zwischen Josquin und Willaert. Seine Sakralkompositionen zeigen eine differenzierte Cantus-firmus-Technik und komplizierte Kanonkünste; in den späteren Jahren verwendet er zunehmend Parodieverfahren und Durchimitation sowie den Wechsel zwischen homorhythmischen und imitatorischen Abschnitten mit reich gestalteten Kadenzen. Bei vielen seiner Motetten ist der historische Anlass eindeutig, bei den meisten aber die politische Funktion gesichert.
Moutons musikalischer Stil war in seiner Zeit wohl einzigartig und auf jeden Fall höchst innovativ, entfaltete eine große Wirkung und erlebte eine „intensive und extensive“ Rezeption; dieser Stil „veraltete“ aber dadurch ziemlich schnell. Er unterscheidet sich vom Stil Josquins und dessen Nachfolgern ziemlich radikal, dagegen verbinden ihn viele Kennzeichen mit anderen Komponisten der französischen Hofkapelle zwischen 1500 und 1520, besonders mit Antoine de Févin.
Wo sein Stil besonders rein auftritt, dort hat die musikalische Konstruktion Vorrang vor der Darstellung des Textes; hier treten Kontraste gänzlich hinter dem gleichmäßigen und zäsurarmen Fluss der Stimmen zurück in einem auf weiten Strecken vollstimmigen Satz. Wegen seiner Neigung, den Text der Musik unterzuordnen, spielt bei Mouton eine korrekte oder gar emphatische Textdeklamation kaum eine Rolle, und eine affektgeprägte oder bildhafte Motivik der Deklamation ist sehr selten. Dagegen herrscht eine außerordentlich ausgewogene Melodik vor, bei der die einzelnen Phrasen erst mit motivisch prägnanten und syllabisch deklamierten Einfällen anfangen, dann aber schnell in eine Melismatik übergehen, die eine stufige Bewegung und sanfte Rhythmik besitzt. Dabei zeigt sich der Komponist oft als begnadeter und origineller Melodiker.
Die bei manchen Werken ins Extreme getriebene Kombinatorik von Motiven ist nur ein Ausdruck seines zugespitzten kontrapunktischen Denkens; auch seine Kanontechnik geht hierauf zurück. Bezeichnend ist jedoch Moutons Tendenz, Kanons eher zu verstecken als sie demonstrativ vorzuführen. An anderer Stelle stehen aber echte Prachtexemplare von Kanons, wie seine Quadrupel-Kanons zu acht Stimmen. Moutons Meisterschaft bei Kanons und sein Bezug zu seinem Schüler Willaert zeigen sich besonders in der Druckausgabe von Kanons des italienischen Musikverlegers Andrea Antico (um 1480 – nach 1539) aus dem Jahr 1520, in der drei elegante Kanons von Jean Mouton und acht nicht ganz so elegante von Adrian Willaert enthalten sind. In der Literatur über Mouton wurde auch lange Zeit betont, dass die Motetten die Hauptwerke des Komponisten seien; in der Zwischenzeit ist es aber unbestritten, dass er für die Geschichte der Messkomposition ebenso bedeutend gewesen ist.

## Werke
Gesamtausgabe: Joannis Mouton Opera omnia. Herausgegeben von A. C. Minor, Th. G. MacCrakken. [ohne Ortsangabe] 1967 und folgende (= Corpus mensurabilis musicae. Nr. 43)
Moutons überliefertes Werk umfasst 14 Messen, ein Credo, etwa 120 Motetten (davon 20 mit umstrittenen Zuschreibungen), 10 Magnificats, etwa 24 Chansons. Überdies sind die Titel weiterer 7 Messen und 3 Motetten überliefert, die bislang nicht identifiziert werden konnten oder verschollen sind. Die Forschung teilt das Werk in 4 Phasen ein; (1) etwa bis 1500: stark konstruktivistischer Zug, die rhythmische Struktur ist unausgeglichen; (2) etwa 1500–1505: akkordisch konzentrierter Satz, die Stimmen werden gleichberechtigt behandelt, kein Cantus firmus mehr, Superius und Bassus häufig in Dezimenparallelen; (3) etwa 1505–1512: Auflockerung des Satzes; Konstruktivismen werden gemieden; (4) etwa 1514–1522: Schlichtheit des Satzes, knappe Melodie, strikte Durchimitation.
- Messen mit gesicherter Echtheit
  - Missa „Alleluya“ zu vier Stimmen, erschienen bei Ottaviano dei Petrucci 1515, nicht identifizierte Vorlage, Parodiemesse?
  - Missa „Alma redemptoris mater“ zu vier Stimmen, Petrucci 1515, 1516, 1522, über den tonus solemnis der gleichnamigen Marien-Antiphon
  - Missa „Benedictus Dominus Deus“ zu vier Stimmen, über die gleichnamige Motette von Antoine de Févin
  - Missa „Dictes moy toutes voz penseés“ zu vier Stimmen, Petrucci 1515 und 1516
  - Missa „Ecce quam bonum“ zu vier Stimmen, teilweise anonym bzw. Vorlage nicht identifiziert
  - Missa „Faulte d’argent“ zu vier Stimmen, über eine Chanson rustique, oder Parodiemesse?
  - Missa „Incessament“ zu fünf Stimmen, verschollen, aufgelistet im „Heidelberger Kapellinventar“
  - Missa „La sol fa mi“ zu vier (?) Stimmen, verschollen
  - Missa „L’oserai je dire“ zu vier Stimmen, über eine Chanson rustique
  - Missa „Maria Magdalena“ zu fünf Stimmen, verschollen, aufgelistet im „Heidelberger Kapellinventar“
  - Missa „Quem dicunt homines“ zu vier Stimmen, Individualdruck 1559, Parodiemesse über die gleichnamige Motette von Jean Richafort
  - Missa „Regina mearum“ zu vier Stimmen, Petrucci 1515, 1532, 1546, in den meisten Quellen außer Petrucci „Missa d’Allemaigne“ oder ähnlich genannt
  - Missa sans candence zu vier Stimmen; Titel bezieht sich auf die Tendenz, traditionelle Kadenzen zu vermeiden; Cantus firmus bzw. Vorlage unbekannt
  - Missa sine nomine (I) zu vier Stimmen
  - Missa sine nomine (II) zu vier Stimmen
  - Missa „Tu es Petrus“ zu fünf Stimmen, über eine Antiphon zum Fest Peter und Paul
  - Missa „Tua est potentia“ zu vier Stimmen, 1521 und 1532, über die gleichnamige Antiphonmelodie
  - Missa „Verbum bonum“ zu vier Stimmen, 1521, Parodiemesse über die gleichnamige Motette von Pierquin de Thérache
  - Credo zu vier Stimmen
- Messen mit zweifelhafter Echtheit
  - Missa „Argentum et aurum“ zu vier Stimmen, anonym, Moutons Autorschaft stilistisch wenig wahrscheinlich
  - Missa „Sancta Trinitas“ zu vier Stimmen, teilweise Mouton, teilweise Antoine de Févin zugeschrieben
- Messen und Messesatz mit inzwischen erwiesener anderer Autorschaft
  - Missa „Ave regina coelorum“, zu fünf Stimmen, mit 1 unbegründeten Mouton-Zuschreibung, ist von Jacobus Arcadelt
  - Missa „Benedicam Dominum“ zu sechs Stimmen, mit unklarer Mouton-Zuschreibung von M. Brenet 1899
  - Missa „Da pacem Domini“ zu vier Stimmen, ist von Noel Bauldeweyn
  - Missa duarum facierum zu vier Stimmen („Alma redemptoris mater“), mit 1 unbegründeten Mouton-Zuschrift, ist von Pierre Moulu
  - Missa „L’homme armé“ zu fünf Stimmen, 1 Zuschreibung an Mouton, ist von Mathurin Forestier
  - Missa „Nigra sum“ zu vier Stimmen, 1 irrtümliche Zuschreibung an Mouton, ist von Mathieu Gascongne
  - Missa „Peccata mea“ zu fünf Stimmen, Mouton nur im Index einer Handschrift, ist von Jachet de Mantua (1483–1559)
  - Credo zu sechs Stimmen, Zuschreibung an Mouton nur in 1 Handschrift (verloren), ist von Antonius Divitis
- Magnificat
  - Magnificat primi toni (I) zu vier Stimmen
  - Magnificat primi toni (II) zu vier Stimmen
  - Magnificat primi toni (III) zu vier Stimmen
  - Magnificat tertii toni zu vier Stimmen, (Komponistenname nur im Index)
  - Magnificat quarti toni (I) zu vier Stimmen
  - Magnificat quarti toni (II) zu vier Stimmen
  - Magnificat quarti toni (III) zu vier Stimmen, in einer Handschrift Mouton, in einer anderen Willaert zugeschrieben
  - Magnificat quinti toni zu vier Stimmen, in einer Handschrift Mouton zugeschrieben, in einer anderen anonym
  - Magnificat sexti toni zu vier Stimmen, 1534, 1543, (1553), nur „Quia fecit“ zu zwei Stimmen
  - „Fecit potentiam“ aus einem Magnificat quinti toni zu zwei Stimmen, 1543, (1553)
- Motetten mit gesicherter Echtheit
  - „Alleluia Confitemini Domino“ zu vier Stimmen, 2. Teil „Stetit Jesus in medio discipulorum“
  - „Amicus Dei Nicolaus“ zu vier Stimmen, 2. Teil „Ad sacrum eius tumulum“
  - „Antequam comedam suspiro“ zu fünf Stimmen, 2. Teil „Ecce non est auxilium“, Cantus firmus „Je ris et si ay larme“, = Tenor der gleichnamigen Chanson von Josquin
  - „Ave fuit prima salus“ zu vier Stimmen, 2. Teil „Dominus ab initio“
  - „Ave Maria gemma virginum“ zu acht ex vier Stimmen, Quadrupelkanon
  - „Ave Maria gratia Dei plena per secula“ zu vier Stimmen
  - „Ave Maria gratia plena“ zu vier ex drei Stimmen, Spiegelkanon Tenor - Bass
  - „Ave Maria gratia plena“ zu fünf Stimmen, 2. Teil „Tu civitas regis justicie“
  - „Ave sanctissima Maria“ zu vier Stimmen
  - „Ave virginum gemma Katharina“ zu vier Stimmen, 2. Teil „Virgo sancta Katharina“
  - „Ave virgo celi porta“ zu vier ex zwei Stimmen, Chansons et Motetz en Canon, Text „Libera animam meam“
  - „Beata Dei genitrix Maria“ zu vier Stimmen
  - „Beatus vir qui non abiit“ zu sechs Stimmen, 2. Teil „Non sic impii“
  - „Benedicam Dominum“ zu sechs ex fünf Stimmen, Kanon in der Obersekund
  - [„Benedicite ...] Dominus“ - („Agimus tibi gratias ...“) „Amen“ - „Beata viscera“ zu vier Stimmen
  - „Benedicta es celorum regina“ zu vier ex drei Stimmen, 2. Teil „Per illud ave“
  - „Benedictus Dominus Deus Israel“ zu vier Stimmen, 2. Teil „Jusjurandum quod juravit“, 3. Teil „Et tu puer propheta“
  - „Bona vita bona refectio“ zu vier Stimmen, 2. Teil „Educas panem de terra“
  - „Celeste beneficium introivit“ zu vier Stimmen, 2. Teil „Adjutorium nostrum“ (2. Teil stilistisch eher von Antoine de Févin)
  - „Christe redemptor“, siehe „O Christe redemptor“
  - „Christum regem regum adoremus“ zu vier Stimmen
  - „Christus vincit, Christus regnat“ zu vier (?) Stimmen, nur Altus überliefert
  - „Confitemini Domino“ zu vier Stimmen, 2. Teil „Bonum est confidere“
  - „Congregate sunt gentes“ zu vier Stimmen, 2. Teil „Tu scis, Domine“
  - „Corde et animo Christo canamus“ zu vier Stimmen
  - „Da pacem Domine“ zu sechs ex fünf Stimmen
  - „De profundis“ zu vier Stimmen, 2. Teil „Sustinuit anima mea“, nur als Lautentabulatur 1558 überliefert
  - „Domine Deus exercituum fortis“ zu vier Stimmen, in beiden Quellen nur Sopran und Bass überliefert
  - „Domine Deus noster“ zu vier Stimmen, 2. Teil „Quid est homo“, anonym, Pierre Moulu nur in peripheren deutschen Quellen zugeschrieben
  - „Domine salvum fac regem“ zu vier Stimmen, 2. Teil „Deus qui Moysi legem dedisti“
  - „Dulces exuviae“ zu vier Stimmen, Sopran = Sopran der gleichnamigen Motette von Josquin, 1 Quarte höher transponiert
  - „Ecce Maria genuit“ (I) zu vier Stimmen
  - „Ecce Maria genuit“ (II) zu vier Stimmen
  - „Exalta regina Galliae“ zu vier Stimmen (feiert den Sieg der Franzosen in der Schlacht von Marignano, 13./14. September 1515)
  - „Exsultet coniubilando Deo“ zu acht Stimmen, Cantus Firmus „Sine macula beatus Romanus“ und Cantus firmus „Pater ecclesiae, Romanae“, 2. Teil „Gloriam Christo canamus“
  - „Factum esr silentium“ zu vier Stimmen, 2. Teil „Dum sacrum misterium“
  - „Felix namque es“ zu vier Stimmen, 2. Teil „O Maria mater Dei“
  - „Filie Jerusalem“ zu vier Stimmen
  - „Fulgebunt justi“ zu acht Stimmen, Cantus firmus „Christus vincit, Christus regnat“ und Cantus firmus „Omnes sancti et sancte Dei“, 2. Teil „Christus vincit, Christus regnat“
  - „Gaude Barbara beata“ zu vier Stimmen, 2. Teil „Gaude quia meruisti“
  - „Gaude virgo Katharina“ zu vier Stimmen, 2. Teil „Gaude quia meruisti“, teilweise Nicolas Gombert zugeschrieben
  - „Gloriosa virgo Margareta“ zu vier Stimmen, 2. Teil „Quem cum amavero“
  - „Homo quidam fecit cenam“ zu vier Stimmen
  - „Illuminare Hierusalem“ zu vier Stimmen, 2. Teil „Interrogabat magos“
  - „In diebus illis filius Diocletiani“ zu vier Stimmen, 2. Teil „Forti animo esto“
  - „In illo tempore accesserunt ad Jesum“ zu vier Stimmen, 2. Teil „Propter hoc relinquit homo“
  - „In illo tempore Maria Magdalene“ zu vier Stimmen, 2. Teil „Dic nobis, Maria“
  - „In omni tribulatione“ zu vier Stimmen
  - „Inter natos mulierum“ zu vier Stimmen, 2. Teil „Elisabeth impletum est tempus pariendi“
  - „Jocundare Jerusalem“ zu vier Stimmen, 2. Teil „Cum igitur natus esset“
  - „Laudate Deum in sanctis eius“ zu vier Stimmen, 2. Teil „Quia cum clamarem“
  - Lectio Actuum Apostolorum: „In diebus illis“ zu vier Stimmen, 2. Teil „Stupebant autem omnes“
  - „Libera anima meam“, siehe „Ave virgo celi porta“
  - „Maria virgo semper laetare“ zu vier Stimmen, 2. Teil „Te laudant angeli“
  - „Missus est Gabriel angelus“ zu fünf Stimmen, 2. Teil „Venit angelus ei“, 3. Teil „Dixit autem Maria“, Cantus firmus „Vera fides geniti“
  - „Moriens lux amantissima“ zu fünf Stimmen, Cantus firmus „Tibi soli peccavi“
  - „Nesciens mater virgo virum“ zu acht ex vier Stimmen, Quadrupelkanon
  - „Nobis Sancte Spiritus“ zu vier Stimmen
  - „Noe, noe, noe, psallite noe“ zu vier Stimmen
  - „Noe, noe, puer nobis nascitur“ zu vier Stimmen, 2. Teil „Tunc Herodes tremuit“
  - „Noli flere, Maria“ zu vier Stimmen
  - „Nolite cofidere“ zu zwei Stimmen, Kontrafaktur des Agnus Dei II der Missa „Tua est potentia“
  - „Non nobis Domine“ zu vier Stimmen, 2. Teil „Lauda Deum, o Renata“ (mit verändertem, auf Franz I. bezogenen Text, auf die Geburt der Prinzessin Renée am 25. Oktober 1510)
  - „Nos qui vivimus. In exitu Israel“ zu vier Stimmen, 2. Teil „Deus autem noster“, 3. Teil „Dominus memor fuit nostri“
  - „O Christe redemptor“ zu vier Stimmen, 2. Teil „O excelsa trinitas“, in einer peripheren deutschen Quelle Pieter Maessins zugeschrieben
  - „O Maria piissima. Quis dabit oculis nostris“ zu sechs Stimmen, Cantus firmus „Nativitas unde gaudia“ (auf den Tod von Königin Anne de Bretagne am 9. Januar 1514)
  - „O Maria Virgo pia“ zu vier Stimmen, 2. Teil „O Maria templum Dei“
  - „O quam fulges in etheris“ zu vier Stimmen
  - „O salutaris hostia“ zu vier Stimmen
  - „Peccantem me quotidie“ (I) zu fünf ex vier Stimmen, Kanon Sopran - Alt in der Untersekund
  - „Peccantem me quotidie“ (II) zu fünf Stimmen
  - „Peccata mea, Domine“ zu fünf ex vier Stimmen, Kanon Tenor 2 - Alt in der Septime
  - „Per lignum salve facti sumus“ zu fünf ex vier Stimmen
  - „Puer natus est“ zu vier Stimmen, 2. Teil „Angelus ad pastores ait“
  - „Queramus cum pastoribus“ zu vier Stimmen, 2. Teil „Ubi pascas, ubi cubes“
  - „Quis dabit oculos nostris“ zu vier Stimmen, 2. Teil „Ergo eiulate pueri“ (Trauermotette auf den Tod von Anne de Bretagne 1514)
  - „Regem confessorum Dominum“ zu vier Stimmen, 2. Teil „Beatus vir“
  - „Reges terrae congregati sunt“ zu vier Stimmen, 2. Teil „Et venientes invenerunt puerum“
  - „Salva nos, Domine“ zu sechs ex fünf Stimmen
  - „Salve mater salvatoris“ zu vier Stimmen, Spiegelkanon Alt - Bass
  - „Sancte Sebastiane, ora pro nobis“ zu vier Stimmen, 2. Teil „O beate Sebastiane“
  - „Sancti Dei omnes“ zu vier Stimmen, teilweise Josquin zugeschrieben
  - „Stetti Jesus in medio“ zu vier Stimmen, 2. Teil „Surrexit Dominus“; 1. Teil = abweichende Fassung des 2. Teils von „Alleluia Confitemini“, 2. Teil ist neu
  - „Tota pulchra es“ zu vier Stimmen
  - „Tu sola es mater purissima“ zu fünf Stimmen
  - „Tua est potentia“ zu fünf ex vier Stimmen; diese Motette hat mit Moutons gleichnamiger Messe nur den Cantus firmus gemeinsam
  - „Veni ad liberandum nos“ zu vier Stimmen
- Motetten mit zweifelhafter Echtheit
  - „Alleluja: noli flere, Maria“ zu vier Stimmen, teilweise Mouton, teilweise Mathieu Gascongne zugeschrieben
  - „Confitemini Domino“ zu sechs ex fünf Stimmen, teilweise Mouton, teilweise Josquin zugeschrieben, stilistisch weit eher von Mouton
  - „Egregie Christi martyre Christophore“ zu vier Stimmen, 2. Teil „Ecce enim festus est“ zu vier Stimmen, teilweise Mouton, teilweise Antoine de Févin zugeschrieben, teilweise anonym, eher von Antoine de Févin als von Mouton
  - „Gloriosi principes terrae“ zu fünf Stimmen, Cantus firmus „Petrus apostulus et Paulus“, wohl von Erasmus (nicht Erasmus Lapicida), stilistisch weit von Mouton entfernt
  - „Gratia plena ipsa“ zu vier Stimmen, 2. Teil „Prodit eis verbum“, anonym, stilistisch weit eher von Ninot le Petit als von Mouton
  - „In nomine Jesu omne genu flectatur“ zu sechs ex vier Stimmen, Doppelkanon und zwei freie Stimmen, teilweise Mouton, teilweise Josquin zugeschrieben, sicher nicht von Josquin, aber vielleicht doch von Mouton?
  - „In principo erat verbum“ zu sechs (?) Stimmen, nur in einer späten und peripheren deutschen Handschrift, nur Alt 1, Alt 2, Tenor und Bass erhalten
  - „Inviolata, integra et casta es“ zu acht Stimmen, 2. Teil „Nostra ut pura“, 3. Teil „O regina o Maria“, anonym, teilweise Mouton, teilweise Nicolas Gombert zugeschrieben, in späten deutschen Handschriften Philippe Verdelot
  - „Lauda Christum“ zu drei Stimmen, teilweise Mouton zugeschrieben, teilweise anonym
  - „Miseremini mei“, 2. Teil „Cutis mea“ zu vier Stimmen, Mouton nur in deutschen Quellen zugeschrieben, in anderen Josquin oder Jean Richafort
  - „Missus est angelus Gabriel“ zu fünf Stimmen, Cantus firmus „A une dame j’ay fait veu“, 2. Teil „Hic erit magnus“, Cantus firmus = Tenor der gleichnamigen Chanson von Antoine Busnoys, teilweise Mouton und teilweise Josquin zugeschrieben, ist nicht von Josquin, aber vielleicht doch von Mouton?
  - „O Domine Jesu Christe“ zu vier Stimmen, einzige Quelle ist der Druck von Georg Rhau 1538
  - „O pulcherrima mulierum“ zu vier Stimmen, 2. Teil „Descende in ortum“, teilweise Mouton, Nicolas Bauldeweyn, Antoine de Févin und Costanzo Festa zugeschrieben, teilweise anonym
  - „Puer natus est nobis“ zu vier Stimmen, teilweise Mouton, Stephan Mahu oder Josquin zugeschrieben, in einer späten deutschen Handschrift anonym
  - „Quam pulchra es“, zu vier Stimmen, 2. Teil „Veni dilecte mi“, teilweise Mouton, teilweise Jachet [de Mantua], teilweise Johannes Lupi zugeschrieben, anonym in deutschen Quellen
  - „Quam pulchra es“ zu vier Stimmen, 2. Teil „Labia tua“, teilweise Mouton, teilweise Josquin oder Pierre Moulu oder Philippe Verdelot zugeschrieben, in anderen Handschriften anonym
  - „Rex pacificus hodie natus est“, nur in zwei späten deutschen Handschriften vorliegend
  - „Spiritus Domini replevit orbem terrarum“ zu vier Stimmen, Mouton und Heinrich Isaac zugeschrieben, nur in deutschen Quellen anonym
  - „Surgens Jesus a mortuis“ zu vier Stimmen, 2. Teil „Surrexit Dominus vere“, nur in zwei deutschen Drucken vorliegend
  - „Usquequo Domine oblivisceris me“ zu vier Stimmen, Mouton und Jean Lhéritier zugeschrieben, eher von Lhéritier
  - „Verbum bonum et suave“ zu acht Stimmen, 2. Teil „Ave solem genuisti“, teilweise Mouton, teilweise Johannes Lupi zugeschrieben
  - „Verbum caro factum est“ zu sechs Stimmen, Mouton nur in der früheren Breslauer Stadtbibliothek zugeschrieben (Tabulatur, verschollen), sonst J. de la Fage 1558 und in deutschen Handschriften
- Motetten mit inzwischen erwiesener anderer Autorschaft
  - „Angelus ad pastores ait“ zu vier Stimmen, 2. Teil „Noe, noe, noe, et iterum noe“, von Mouton nur in späten deutschen Quellen, wohl von Jachet [de Mantua]
  - „Angelus Domini“ zu vier Stimmen, siehe „Surge Petre“
  - „Ave ancilla trinitatis“ zu drei Stimmen, Mouton nur in 1 deutschen Quelle zugeschrieben, sonst Antoine Brumel bzw. anonym, sicher von Antoine Brumel
  - „Ave Maria gratia plena“ zu drei Stimmen, siehe „Ave ancilla trinitatis“
  - „Candida phoebus monea auxilia platum“ zu vier Stimmen, 2. Teil „Et chorus augusto“, anonym, mit 1 unbegründeten Zuschreibung an Mouton
  - „Christus resurgens ex mortuis“ zu vier bzw. fünf Stimmen, 2. Teil „Mortuus est enim“, nur 1 Zuschreibung an Mouton, ist von Jean Richafort
  - „Contremuerunt omnia membra mea“ zu vier Stimmen, alle Quellen anonym, nur 1-mal Mouton zugeschrieben
  - „Dulces exuviae“ zu drei bzw. vier Stimmen, Mouton und Willaert zugeschrieben, 1-mal anonym, in deutschen Quellen mit Alt „ad placitum“
  - „Ego sum qui sum“ zu fünf Stimmen, 2. Teil „Tulerunt Dominum“, Mouton nur 1-mal zugeschrieben, sonst N. des Celliers d’Hesdin und Jean Richafort, ist von Jean Richafort
  - „Elisabeth Zachariae“ zu vier Stimmen, 2. Teil „Inter natos mulierum“, Mouton nur in deutschen Quellen zugeschrieben, in anderen J. de La Fage, ist sicher von J. de La Fage
  - „Gaude francorum regia corona“ zu vier Stimmen, Mouton nur im Index einer Handschrift zugeschrieben, sonst Antoine de Févin, ist mit Sicherheit von Antoine de Févin
  - „Hodie Christus natus est“ zu vier Stimmen, Mouton nur in einer slowakischen Handschrift zugeschrieben, ist von Laurus Patavinus
  - „Hodie salvator mundi natus est“ zu vier Stimmen, Moton nur in 1 Handschrift zugeschrieben, Jean Lhéritier in einer anderen, sonst anonym
  - „Impetum inimicorum“ zu vier Stimmen, Mouton nur in einer deutschen Lautentabulatur zugeschrieben, in einer anderen Claudin de Sermisy, sonst anonym
  - „In illo tempore: Postquam consumati sunt“ zu vier Stimmen, Mouton nur in einem deutschen Druck von 1554 zugeschrieben, sonst Costanzo Festa, ist von Costanzo Festa
  - „Miserere mei Deus“ zu vier Stimmen, 2. Teil „Cor mundum crea in me“, 3. Teil „Benigne fac Domine“, Mouton nur im deutschen Druck von 1538 zugeschrieben, sonst Carpentras bzw. anonym
  - „Noe, noe, noe“, siehe „Angelus ad pastores ait“
  - „O beate Sebastiane“ zu vier Stimmen, teilweise Mouton, teilweise Johannes Martini zugeschrieben, ist von Johannes Martini
  - „Per illud ave“ zu zwei Stimmen, Heinrich Glarean 1547, ist 2. Teil von Josquins „Benedicta es celorum regina“
  - „Regina caeli laetare“ zu vier Stimmen, 2. Teil „Resurrexit sicut dixit“, 1 unbegründete Zuschreibung an Mouton, sonst an Andreas Michot bzw. anonym
  - „Regina caeli laetare“ zu fünf Stimmen, 2. Teil „Resurrexit sicut dixit“, anonym, mit 1 unbegründeter Zuschreibung an Mouton
  - „Salvator mundi salva nos“ zu vier Stimmen, 2. Teil „Eia ergo advocamus“, Zuschreibungen an Mouton und Jean Lhéritier bzw. anonym, ist von Jean Lhéritier
  - „Salve quadruplicium gestans coronam“ zu vier Stimmen, 2. Teil „Seque manto niveo“, anonym, mit 1 unbegründeten Zuschreibung an Mouton
  - „Sancta trinitas unus Deus“ zu vier Stimmen, Mouton nur in 1 deutschen Lautentabulatur zugeschrieben, ist von Antoine de Févin
  - „Si oblitus fuero tui, Jerusalem“ zu vier Stimmen, 2. Teil „Decantabat populus“ zu vier Stimmen, Zuschreibungen an Mouton, Ninot le Petit und Jacob Obrecht bzw. anonym, ist mit Sicherheit von Ninot le Petit
  - „Surge Petre et indue te“ zu vier Stimmen, 2. Teil „Angelus Domini“, Mouton nur in der früheren Königsberger Universitätsbibliothek zugeschrieben, ist von Nicolas Gombert
  - „Suscipe Domine munera“ zu vier Stimmen, in einer einzigen Quelle „Mutus“ zugeschrieben, keinesfalls Mouton gemeint, auch stilistisch unmöglich
  - „Te Deum laudamus“ zu vier Stimmen, 2. Teil „Patrem immensae majestatis“, 3. Teil „Te ergo quaesumus“, Mouton nur in der früheren Königsberger Universitätsbibliothek zugeschrieben, handschriftlich Josquin, sonst anonym, ist mit Sicherheit weder von Mouton noch von Josquin, vielleicht von Andreas de Silva (um 1475/80 – nach 1522)
  - „Veni Sancte Spiritus“ zu vier Stimmen, Zuschreibungen an Mouton und Jachet [de Mantua], ist wahrscheinlich von Jachet de Mantua
  - „Vulnerasti cor meum“ zu vier Stimmen, 2. Teil gleichlautend, Zuschreibung an Mouton extrem unwahrscheinlich, sonst anonym mit einer weiteren unbegründeten Zuschreibung an Mouton
- Chansons mit gesicherter Echtheit
  - „Adieu mes amours“ zu vier ex zwei Stimmen, Chansons et Motetz en Canon
  - „Ce que mon coeur pense“ zu fünf Stimmen
  - „De tous regretz“ zu vier Stimmen
  - „Dieu gard de mal, de deshonneur“ zu drei Stimmen
  - „Du bon du coeur, ma chere dame“ zu fünf Stimmen
  - „En venant de Lyon“ zu vier ex 1 Stimmen, Chansons et Motetz en Canon
  - „Jamais, jamais, jamais“ zu vier Stimmen
  - „Jamais n’aymeray mason“ zu drei Stimmen
  - „Je le lesray puisqu’il my bat“ zu vier ex drei Stimmen
  - „Je ne puis“ zu vier Stimmen, nur Alt
  - „La, la, la, l’oysillon du bois“ zu vier Stimmen
  - „La rousée du moys de may“ zu fünf Stimmen
  - „La rousée du moys de may“ zu sechs ex fünf Stimmen
  - „Le berger et la bergere“ zu fünf Stimmen
  - „Le grant desir d’aymer my tient“ (I) zu drei Stimmen
  - „Le grant desir d’aymer my tient“ (II) zu drei Stimmen
  - „Le villain jaloux“ zu vier Stimmen, verwandt mit der gleichnamigen Chanson von Josquin, Parodie?
  - „Mais que ce fust le plaisir d’elle“ zu drei Stimmen
  - „Payne trabel“ zu sechs Stimmen, nur als Tabulatur erhalten
  - „Prens ton con, grosse garsse noyre“ zu drei Stimmen
  - „Qui ne regrettroit le gentil Fevin“ zu vier ex zwei Stimmen, Chansons et Motetz en Canon (Deploration auf den Tod Antoine de Févins 1511/12)
  - „Resjouyssés vous bourgoyses, belles filles de Lion“ zu vier Stimmen
  - „Velecy, velela, ma mere“ zu vier Stimmen
  - „Vray Dieu d’amours maudite soit la journée“ zu fünf Stimmen
  - „Vray Dieu, qu’amoureux ont de peine“ zu sechs Stimmen
- Chanson mit inzwischen erwiesener anderer Autorschaft
  - „Languir me fais“ zu vier Stimmen, Mouton nur in 1 Handschrift zugeschrieben, Claudin de Sermisy in drei weiteren, in zahlreichen Drucken und Handschriften anonym, ist von Claudin de Sermisy